# Saint-Agnan (Eure)
Pour les articles homonymes, voir Saint-Agnan.
Cet article possède des paronymes, voir Saint-Ignan et Saint-Aignan.
Cet article court présente un sujet plus développé dans : Manneville-sur-Risle et Pont-Audemer.
Ancienne commune de l’Eure, la commune de Saint-Agnan a été supprimée en 1835. Son territoire est alors divisé entre les communes de Manneville-sur-Risle et de Pont-Audemer.